# Guillaume de Bourg (comte d'Ulster)
Pour les articles homonymes, voir Guillaume de Bourg (homonymie).
Pour les autres membres de la famille, voir famille de Bourg.
Guillaume de Bourg, surnommé le Comte Brun, aussi appelé William Donn de Burgh en anglais (17 septembre 1312 – 6 juin 1333), fut seigneur de Connaught et 3e comte d'Ulster de 1326 à 1333.

## Biographie
Guillaume de Bourg était par son père Jean († 1313), le petit-fils et héritier de Richard le Jeune († 1326), comte d'Ulster et seigneur de Connaught, et par sa mère Élisabeth de Clare, l'héritier des droits de la famille de Clare dans le Connacht.
En novembre 1332 à Greencastle (comté de Donegal), près du Lough Foyle, il capture et laisse mourir de faim son cousin de la branche cadette Gautier le Gris (en), fils aîné de Guillaume le Gris († 1324). L’année suivante le 6 juin, il est lui-même assassiné par vengeance à Belfast par des meurtriers menés par Richard de Mandeville, époux de Gylle Burke (de Burgh), la sœur de sa victime.
Ces doubles meurtres sont à l’origine de la guerre familiale de Bourg (en) qui opposa diverses factions de la famille de Bourg et qui se solda par le partage des territoires irlandais qu’elle contrôlait.

## Famille et descendance
Guillaume le Brun épousa, le 16 novembre 1327, Maud, une fille d'Henri, comte de Lancastre, petit-fils du roi Henri III d'Angleterre. Le couple n’eut qu’une seule fille :
- Élisabeth (née à Carrickfergus le 6 juillet 1332), comtesse d'Ulster. Après la mort de son père, âgée d'un an elle fut envoyée à la cour d’Angleterre dans l’attente d’épouser Lionel d'Anvers, troisième fils du roi Édouard III d'Angleterre. Leur union donna Philippa, comtesse d'Ulster, épouse d'Edmond Mortimer, par lesquels se fera bien plus tard la succession royale d'Angleterre (Édouard IV en 1461, par sa grand-mère Anne Mortimer, petite-fille de Philippa et d'Edmond).